# کاشتاوار
کاشتاوار (به صربی: Kaštavar) یک منطقهٔ مسکونی در صربستان است که در لسکواس واقع شده‌است. کاشتاوار ۶۸ نفر جمعیت دارد.